# Patriottische Unie van Koerdistan

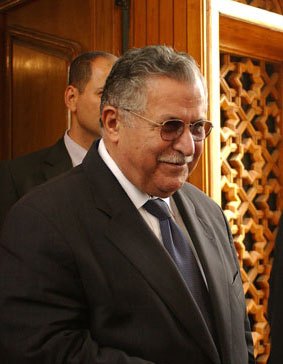
Secretaris-generaal Jalal Talabani

De Patriottische Unie van Koerdistan (PUK; Koerdisch: Yakêtî Nîştimanî Kurdistan) is een politieke partij in Iraaks-Koerdistan, opgericht in 1975.

## Missie
De PUK zegt te streven naar zelfbestuur, waarborging van de mensenrechten, democratie en vrede voor het Koerdische volk van Irak.

## Geschiedenis
Aanvankelijk een coalitie van vijf politieke groepen, verenigde de PUK zich onder Jalal Talabani. Van deze groepen waren de twee belangrijkste: Komalay Ranjdarani Kurdistan ("De liga") en Shorish-Geran ("Verbreiders der revolutie").
Deels doordat dertien van de vijftien stichters academici waren, kreeg de PUK bij haar oprichting steun van de kant van intellectuelen. Oorspronkelijk links georiënteerd, is de partij gaandeweg naar het centrum opgeschoven. Thans is zij een sociaaldemocratische partij, en toegevoegd lid van de Socialistische Internationale.
Aan het begin van de jaren tachtig van de 20e eeuw ontwikkelde de PUK zich tot een partij die alle sectoren van de Koerdische gemeenschap, vooral de boerenstand, aansprak. Uit regionale verkiezingen blijkt vooral steun te bestaan in het zuidelijk deel van Iraaks-Koerdistan.
Sinds de Eerste Golfoorlog voert de PUK samen met de Koerdische Democratische Partij Irak (de KDP) het bewind over het Koerdisch Autonoom Gebied. De samenwerking is echter niet altijd zonder problemen verlopen.
Voor de verkiezingen van 2005 voor de Iraakse nationale volksvertegenwoordiging, ging de PUK met de KDP en een aantal kleinere partijen een lijstverbinding aan. Deze verenigde Koerdische lijst kreeg 25,6% van de stemmen in deze eerste verkiezing na het tijdperk van Saddam Hoessein. Secretaris-generaal Jalal Talabani werd president van de Republiek Irak.
In januari 2006 besloot de PUK een verbinding aan te gaan met de KDP en, aldus verenigd, leiding te geven aan Iraaks-Koerdistan.

## PUK-congres 2010
De Koerdische regeringspartij PUK (Patriottische Unie van Koerdistan) hield tijdens de viering van haar 35-jarige bestaan haar langverwachte partijcongres. Op het congres zijn beslissingen genomen die erg belangrijk zijn voor de toekomst van de partij.
In de afgelopen 35 jaar had de PUK maar twee keer eerder een congres gehouden. De laatste keer was in 2000. Onder de slogan 'Naar een hervormde en duurzame eenheid van de PUK' en onder de aanwezigheid van veel politieke prominenten werd van 1 juni – 13 juni 2010 het derde congres gehouden. Tijdens dit congres is gepraat over hervormingen binnen de partij. PUK heeft meer jongeren en vrouwen die betrokken zijn binnen de partij. Zeventig procent van de aanwezige deelnemers waren jongeren en hoogopgeleiden.
Jalal Talabani, de secretaris-generaal van de PUK heeft op de tweede congresdag een rapport aan de aanwezigen van het congres gepresenteerd waarbij hij een toespraak hield die langer dan drie uur duurde.

### Vrouwen
Het PUK-congres heeft gekozen voor meer vrouwen in het bestuur van de partij en heeft vrouwen sterkere positie toegekend in de partij. De leiders en de leden van de partij waren blij met het feit dat meerdere vrouwen in de top van de partij gekozen zijn. Dit betekent voor de PUK een grote stap vooruit.

### Internationale gasten
Naast de aanwezigheid van de leiders van alle Iraakse partijen en de leiders en vertegenwoordigers van de landen met wie de PUK goede contacten heeft, waren de vertegenwoordigers van de meeste partijen die lid zijn van de Socialistische Internationale aanwezig op het congres. De Zweedse Mona Sahlin was persoonlijk aanwezig en heeft bij de opening een speech gehouden.

## Partij-organisatie
Secretaris-generaal is Jalal Talabani, de voormalig president van Irak. Beleid en besluitvorming berusten tevens bij het Politbureau.
De organisatie is als volgt:
- Jalal Talabani: Secretaris-generaal,
- Kosrat Rasul Ali: 1e vervanger van de Secretaris-generaal,
- Barham A. Salih: 2e vervanger van de Secretaris-generaal,
- Hikmat M. Kareem (Mala Bakhtiar): de voorzitter van het Politbureau,
- Sadi Pire: Algemeen voorzitter Buitenlandse Zaken Bureau
- Razaq Aziz: Internationaal secretaris

De PUK-vertegenwoordigers in het buitenland zijn:
- Australië: Tavga Jalal,
- Frankrijk: Luai Jaff,
- Denemarken: Hoshiyar Ahmed,
- Duitsland: Amin Baba Shekh,
- Egypte: Mulla Yassin,
- Finland: Shaxawan Naqshbandi,
- Griekenland: Rawa Babani,
- Hongarije: Shorsh Ghafur,
- Italië: Soran Ahmed,
- Iran: Nazim Omer,
- Macedonië: Shadman Masti,
- Nederland: Bakhtiar Bakr,
- Noorwegen: Shahab Rostem,
- Oostenrijk: Hama Karim,
- Syrië: Abdulrazaq Abdulla,
- Turkije: Bahroz Galali,
- Verenigde Staten: Qubad Talabani,

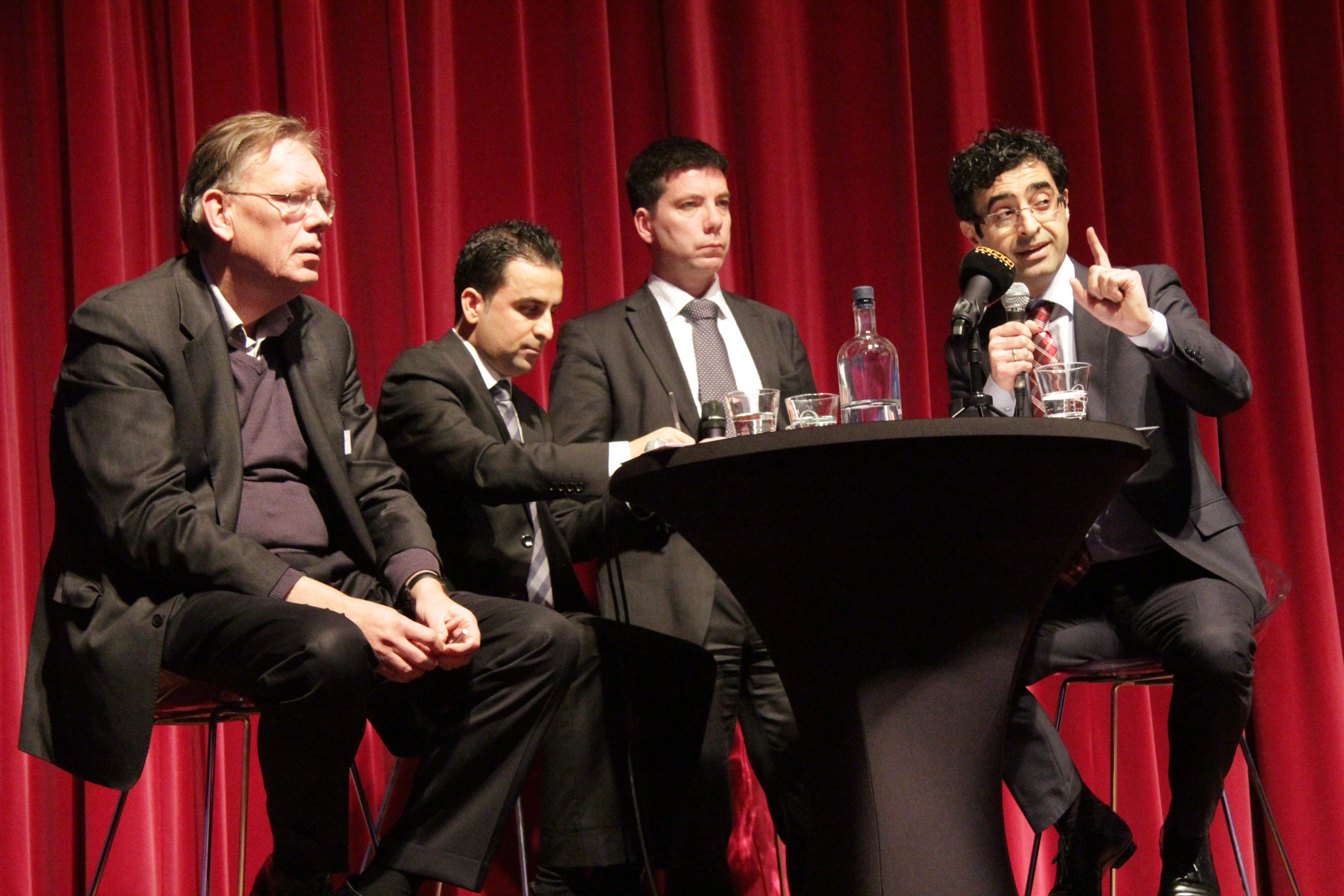
Bachtiar Bakr (2e van links) bij Het Grote Midden-Oosten Debat van de PvdA

- Verenigd Koninkrijk: Shanaz Ibrahim Ahmed,
- Zweden: Samir Amin,
- Zwitserland: Nawzad Gomashini

Turks-Koerdistan: Koerdische Arbeiderspartij · Koerdische Democratische Partij van Bakur

Iraaks-Koerdistan: Koerdische Democratische Partij (KDP) ·  Patriottische Unie van Koerdistan (PUK)

Syrisch-Koerdistan: Koerdistan Democratische Partij van Syrië · Democratische Uniepartij (PYD)

Iraans-Koerdistan: Democratische Partij van Iraans Koerdistan · Partij voor een vrij leven in Koerdistan (PJAK)